# Puente Sidney Lanier
El puente Sidney Lanier (en inglés: Sidney Lanier Bridge) es un puente atirantado que cruza el río Brunswick en Brunswick (Georgia), Estados Unidos. El puente lleva el nombre del poeta nacido en Georgia, Sidney Lanier, y transporta parte de la Ruta 17 de EE. UU. en Georgia. También era el nombre de un puente anterior que estaba al lado del sitio actual.
En 1998 se inició la construcción de un puente de reemplazo, al que se denominó provisionalmente «Nuevo Puente Sidney Lanier». Fue diseñado por DRC Consultants, con Recchi America y GLF Construction Corporation como contratistas y Finley McNary ayudando en la construcción.  Figg Engineering Group realizó la inspección del edificio. El nuevo puente atirantado, con mayor espacio libre para la navegación y características de seguridad, fue diseñado para abordar los problemas de seguridad del puente anterior y mejorar el tráfico vial y permitir que barcos más grandes accedan al puerto. En aquel momento se planeó su inauguración en el año 2000, tras lo cual se demolería el antiguo puente. Sin embargo, en realidad se inauguró en 2003. En el momento de su inauguración, tenía el tercer tramo más largo de cualquier puente atirantado en los Estados Unidos y Canadá, solo detrás del puente Dames Point en Florida y el puente Fred Hartman en Texas. Es propiedad y está operado por el Departamento de Transporte de Georgia.

## Diseño

### Primer puente
El puente era una vía norte-sur de cuatro carriles que llevaba la Ruta 17 de EE. UU. aproximadamente 1 milla (1,6 km) sobre el río Brunswick. Era un puente levadizo vertical, que permitía el acceso de los barcos al puerto de Brunswick río arriba. La sección del elevador tenía una distancia libre horizontal de 250 pies (76,2 m) y una altura libre vertical en la pleamar media de 139.2 pies (42,4 m) cuando se levanta y 24 pies (7,3 m) cuando se baja. Sólo la parte central del puente era móvil, y ambas secciones de acceso permanecían estacionarias.

### Segundo puente
El segundo puente es un puente atirantado con un tramo central de 1,250 pies (380 m). Además, tiene dos vanos laterales de 625 pies (191 m) cada uno. Al igual que el puente anterior, tiene cuatro carriles de circulación, cada uno de ellos de 12 pies (3,65 m) de ancho, junto con un arcén de 8 pies (2,4 m) de ancho. La plataforma de hormigón que recorren los vehículos tiene aproximadamente 11 pulgadas (279,4 mm) de espesor. A cada lado del puente hay una viga de hormigón de 4.5 pies (1,4 m) por 5 pies (1,5 m), sostenido por los cables. El ancho total del puente es 79.5 pies (24,2 m). La parte más distintiva del puente son dos pilones de hormigón en forma de H, cada uno 486 pies (148 m) alto. A cada lado de cada pilono hay 44 tirantes, 176 en total, que sostienen el puente. Cada cable consta de varios hilos que miden 0.6 en (15 mm) de diámetro y revestido en polietileno de alta densidad. Los pilones son huecos para permitir la inspección de las conexiones a tierra de los tirantes de los cables. Además, el puente cuenta con elementos de seguridad en forma de islas artificiales diseñadas para evitar colisiones de barcos.

## Puente de 1956

### Construcción
En 1947, el gobierno de Georgia compró la isla Jekyll y la convirtió en un parque estatal. Melvin E. Thompson, entonces gobernador de Georgia, fue un gran promotor de este esfuerzo e presionó para aumentar el turismo a la isla mientras estaba en el cargo. Con este fin, apoyó la construcción de un puente sobre el río Brunswick, cerca de la isla, que reduciría la distancia de viaje entre la ciudad de Brunswick y la isla en 14 millas (22,5 km). El puente estaría ubicado inmediatamente al sur del centro de la ciudad y a unos 5.4 millas (8,7 km) aguas arriba de la desembocadura del río. La construcción de este puente comenzó durante la gobernación de Thompson, pero poco después de comenzar, perdió la reelección ante Herman Talmadge, quien se oponía al puente. Cuando Talmadge asumió el cargo, sólo se habían construido los pilares del puente, y en 1949, le dijo a una estación de radio con sede en Atlanta: «Dejaré que esos pilares permanezcan como un monumento desnudo a la mayor monstruosidad jamás perpetrada contra el pueblo de Georgia». A pesar de los comentarios de Talmadge, la construcción del puente continuó durante su administración y la de su sucesor, Marvin Griffin.
La Autoridad del Puente de Peaje del Estado supervisó la construcción del puente, que fue diseñado por Sverdrup & Parcel y J. E. Greiner Associates. El coste total de este puente, que se terminó de construir en 1956, fue de 8 millones de dólares (equivalente a 90 millones de dólares en 2023). Además, se construyó al mismo tiempo una pedraplén que conecta la isla Jekyll con el continente, que comienza cerca del puente, con un costo total del proyecto de $12 millones ($ 134 millones en 2023) para las dos estructuras. Para el puente, aproximadamente dos tercios de los fondos del proyecto fueron proporcionados por el gobierno federal de los Estados Unidos. Aunque Thompson había planeado inicialmente que el puente fuera gratuito para los conductores, la autoridad decidió convertirlo en un puente de peaje, al menos hasta que se pagaran los bonos que habían vendido para financiarlo.

### Dedicación

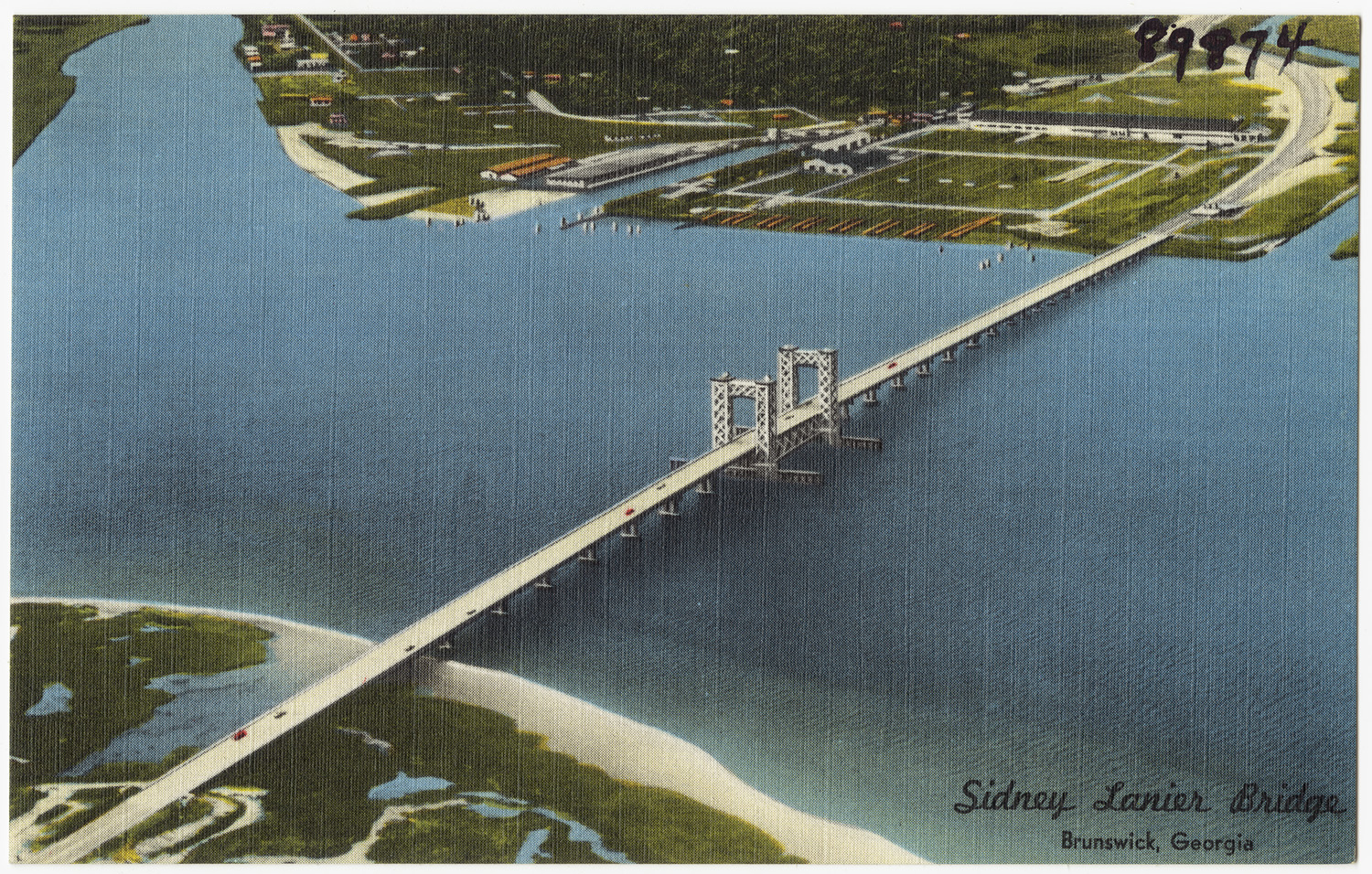
Una postal del puente levadizo vertical original.

En febrero de 1956, la autoridad anunció que el puente llevaría el nombre de Sidney Lanier, un poeta nacido en Georgia activo en el siglo XIX.Uno de los poemas más conocidos de Lanier, «The Marshes of Glynn» («Las marismas de Glynn»), fue escrito sobre las marismas del condado de Glynn, donde se encontraba el puente. El 6 de abril, The Atlanta Constitution informó que la autoridad planeaba abrir el puente el 18 de mayo. Sin embargo, el 11 de abril se informó que la fecha de la ceremonia de dedicación, que contaría con un discurso del exgobernador Talmadge, sería el 18 de junio. El periódido The Brunswick News informó que el exgobernador Thompson no había sido invitado a la ceremonia, lo que el periodista M. L. St. John de The Atlanta Constitution atribuyó a la «pequeñez» de la autoridad del puente de peaje, que estaba «tratando de ignorar a Thompson». El puente se abrió al tráfico en 1956, y el gobernador Griffin presidió la inauguración el 18 de julio de ese año. El año de su inauguración recibió una mención honorífica como uno de los puentes nuevos más bellos de los Estados Unidos por el Instituto Americano de Construcción en Acero.

### Colisiones de barcos

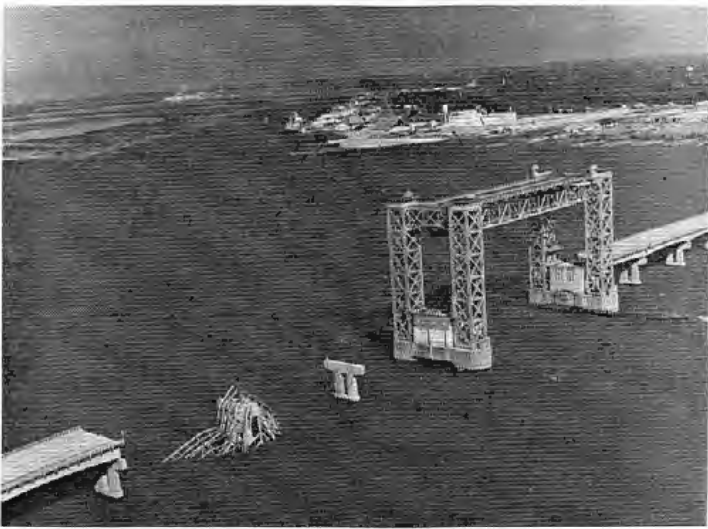
El puente tras el derrumbe de 1972.

Debido al diseño del puente levadizo, éste presentaba poco espacio libre para la navegación. Como resultado, sufrió varias colisiones de barcos durante su existencia. En 1972, el carguero SS African Neptune chocó contra el puente al intentar pasar por su abertura, lo que provocó que varias secciones del puente se derrumbaran en el río. El derrumbe arrojó varios vehículos al río y provocó la muerte de diez personas. Varios años después, en 1987, el granelero polaco Ziemia Bialostocka chocó con el puente cuando intentaba pasar por la abertura del mismo. Si bien esta colisión no provocó heridos ni muertos, sí causó aproximadamente 1,4 millones de dólares (3.8 millones de dólares en 2023) en daños. Además de las colisiones, en la década de 1990, la falta de espacio libre impedía que algunos barcos más grandes utilizaran el puerto, mientras que los 20 barcos que en promedio pasaban por el puente diariamente resultaron ser un obstáculo para el tránsito de automóviles a través del puente.

## Puente de 2003
En 1998 se inició la construcción de un puente de reemplazo, al que se denominó provisionalmente «Nuevo Puente Sidney Lanier». Fue diseñado por DRC Consultants, con Recchi America y GLF Construction Corporation como contratistas y Finley McNary ayudando en la construcción. Figg Engineering Group realizó la inspección del edificio. El nuevo puente atirantado, con mayor espacio libre para la navegación y características de seguridad, fue diseñado para abordar los problemas de seguridad del puente anterior y mejorar el tráfico vial y permitir que barcos más grandes accedan al puerto. En aquel momento se planeó su inauguración en el año 2000, tras lo cual se demolería el antiguo puente. Sin embargo, en realidad se inauguró en 2003. En el momento de su inauguración, tenía el tercer tramo más largo de cualquier puente atirantado en los Estados Unidos y Canadá, solo detrás del puente Dames Point en Florida y el puente Fred Hartman en Texas. Es propiedad y está operado por el Departamento de Transporte de Georgia.

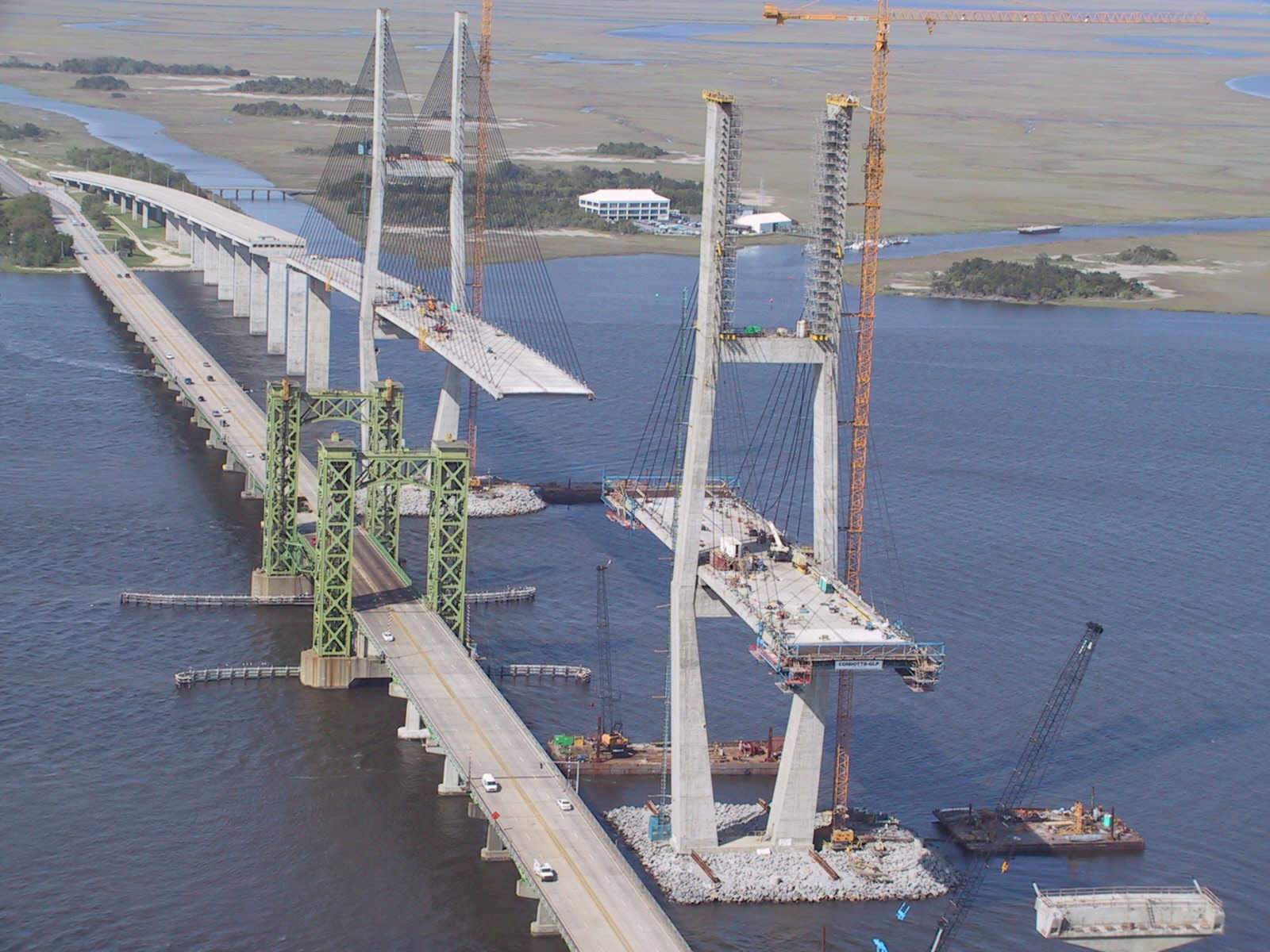
El nuevo puente atirantado en construcción en 2001.

## Lectura adicional
- «Sidney Lanier Bridge». Explore Georgia. Archivado desde el original el 2 de febrero de 2023. Consultado el 8 de febrero de 2025.
- «Sidney Lanier Bridge: An Iconic Feature of the Golden Isles». Golden Isles. Archivado desde el original el 17 de junio de 2024. Consultado el 8 de febrero de 2025.

- Datos: Q3483330
- Multimedia: Sidney Lanier Bridge / Q3483330